# A Kind of Magic – Eine magische Familie
A Kind of Magic – Eine magische Familie ist eine französische Zeichentrickserie, die seit 2008 produziert wird.

## Handlung
Im Feenland ist Vermählung zwischen Feen und Trollen strengstens verboten. Deswegen muss das Ehepaar Fee Willow und der Troll Gregor die Heimat verlassen und gemeinsam mit ihren Kindern Tom und Cindy in die Menschenwelt fliehen. Hierbei sorgen sie allerdings des Öfteren für Probleme, da sie sich noch mit dem Verhalten von Menschen zurechtfinden müssen.

## Produktion und Veröffentlichung
Die Serie wurde 2007 von Xilam Animation und Central Independent Television unter der Leitung von Marc du Pontavice und der Regie von Charles Vaucelle produziert. Die Musik stammt von Hervé Lavandier. Seit 2017 wird eine 2. Staffel produziert, die bisher aber noch nicht ins Deutsche übersetzt wurde.
Erstmals wurde die Serie am 5. Februar 2008 auf France 3 ausgestrahlt. Die deutsche Erstausstrahlung fand am 24. November 2008 auf dem Disney Channel und im Free-TV 12. Oktober 2009 auf Super RTL statt. Weitere Wiederholungen erfolgten ebenfalls auf Toon Disney und toggo plus.

## Synchronisation
Die deutsche Synchronfassung entstand unter der Dialogregie und nach einem Buch von Gerrit Schmidt-Foß.
| Rolle        | Originalsprecher | Deutscher Sprecher     |
| ------------ | ---------------- | ---------------------- |
| Tom          | –                | Hannes Maurer          |
| Cindy        | Kelly Marot      | Giuliana Jakobeit      |
| Gregor       | Francois Siener  | Tilo Schmitz           |
| Rosie        | Claire Guyot     | Ulrike Stürzbecher     |
| Grimmhild    | –                | Regina Lemnitz         |
| Seine Hoheit | –                | Hans-Jürgen Dittberner |
| Frau Glocke  | –                | Peggy Sander           |

## Episodenliste

### Staffeln 1 (2008)
| Folge | Deutscher Titel                          | Deutsche Erstausstrahlung | Originaltitel                      |
| ----- | ---------------------------------------- | ------------------------- | ---------------------------------- |
| 1     | Gedächtnislücken                         | 01.12.2008                | Trous de mémoire                   |
| 2     | Gestatten, meine Eltern!                 | 24.11.2008                | Bonjour la famille !               |
| 3     | Der übliche Verdächtige                  | 26.11.2008                | La confiance règne                 |
| 4     | Falsches Spiel                           | 28.11.2008                | Le vol                             |
| 5     | Die große Liebe                          | 27.11.2008                | Trompeuses apparences              |
| 6     | Das schwarze Schaf                       | 20.12.2008                | Le marchand de sable               |
| 7     | Ihr Auftritt, Eure Hoheit                | 09.01.2009                | Le ventriloque                     |
| 8     | Das Wunschpulver                         | 25.11.2008                | Lessivés!                          |
| 9     | Was hast du nur für große Zähne!         | 02.12.2008                | Que vous avez de grandes dents !   |
| 10    | Vom Gast zur Last                        | 05.12.2008                | Affreux, fainéants et méchants     |
| 11    | Als Mami Papi traf                       | 12.01.2009                | L’ogre et la fée                   |
| 12    | Auf den Hund gekommen                    | 03.12.2008                | Une vie de chien                   |
| 13    | Die Märchenhochzeit                      | 08.01.2009                | Pour le meilleur ou pour le pire ? |
| 14    | Die Wahrheit und nichts als die Wahrheit | 05.01.2009                | La vérité, rien que la vérité !    |
| 15    | Ein Oger kommt selten allein             | 04.12.2008                | Une visite gênante                 |
| 16    | Familienangelegenheiten                  | 19.01.2009                | Affaires de famille                |
| 17    | Der unsichtbare Tom                      | 06.01.2009                | Pas vu, pas pris                   |
| 18    | Leb wohl, Zauberstab!                    | 07.01.2009                | L’enterrement de la baguette       |
| 19    | Wenn Drachen wachen                      | 09.01.2009                | Un amour de dragon                 |
| 20    | Babysitting                              | 14.01.2009                | Baby-sitting                       |
| 21    | Dein Wunsch sei mir Befehl!              | 15.01.2009                | À vos souhaits !                   |
| 22    | Papi ist uncool                          | 08.01.2009                | Papa pas cool                      |
| 23    | Stillgestanden                           | 13.01.2009                | Debout là-dedans !                 |
| 24    | Bezaubernder Moskito                     | 16.01.2009                | Le moustique                       |
| 25    | Wer ist Cindy?                           | 21.01.2009                | Fils unique                        |
| 26    | Zu Hause ist es am schönsten             | 20.01.2009                | Conte à rebours                    |

### Staffeln 2 (2017–2018)
| Folge | Originaltitel                           |
| ----- | --------------------------------------- |
| 1     | De l'autre côté du miroir               |
| 2     | Un garçon presque manqué                |
| 3     | Futur imparfait                         |
| 4     | Belle à l'intérieur                     |
| 5     | Les stars de l'école                    |
| 6     | Opération Tamara                        |
| 7     | Mon père, ce super-héros                |
| 8     | Une princesse pour Monseigneur          |
| 9     | La Triche                               |
| 10    | Pote à modeler                          |
| 11    | Un air de famille                       |
| 12    | À chacun sa voix                        |
| 13    | Fée's book                              |
| 14    | Tom pousse                              |
| 15    | Willoween                               |
| 16    | Un travail de fée                       |
| 17    | Cendrillon se rebelle                   |
| 18    | Dans la peau d'un crapaud               |
| 19    | L'Ogre qui voulait être père Noël       |
| 20    | Les Délices de Gründa                   |
| 21    | Le Prince, la grenouille et la sorcière |
| 22    | L'Idéal de Cindy                        |
| 23    | Mademoiselle Férocette                  |
| 24    | Férocia super sympa                     |
| 25    | Les Fiançailles de Férocia              |
| 26    | Tom sans famille                        |
| 27    | Une vie de chat                         |
| 28    | C'est pas Jojo                          |
| 29    | Promenons-nous dans les bois            |
| 30    | Grégor dans tous ses états              |
| 31    | Petit ogre deviendra grand              |
| 32    | Même pas en rêve                        |
| 33    | Abracadabra                             |
| 34    | Le Grand gentil loup                    |
| 35    | Comme un poisson dans l'eau             |
| 36    | Ma famille pas féerique                 |
| 37    | Ma sorcière mal-aimée                   |
| 38    | Un jeu d'enfants                        |
| 39    | Inséparables                            |
| 40    | Blanche-Niaise et les sept nains        |
| 41    | La Belle et la grosse bête              |
| 42    | Monseigneur dans toute sa splendeur     |
| 43    | L'Amour donne des ailes                 |
| 44    | L'Ogre charmant                         |
| 45    | Même pas peur                           |
| 46    | Miroir mon beau miroir                  |
| 47    | Une journée presque parfaite            |
| 48    | Au nez et à la barbe                    |
| 49    | Maman, on a cassé la baguette !         |
| 50    | Ma nouvelle meilleure amie              |
| 51    | Princesse Melba III                     |
| 52    | Vis ma vie                              |